# Diane Abbott
Diane Abbott (ur. 27 września 1953 w Londynie) – brytyjska polityk, wybrana w 1987 roku jako pierwsza czarnoskóra kobieta na deputowaną do Izby Gmin.

## Życiorys
Jest córką imigrantów z Jamajki. Ukończyła studia historyczne na Uniwersytecie w Cambridge. Po studiach pracowała m.in. jako urzędniczka w ministerstwie spraw wewnętrznych, dziennikarka i reporterka w telewizji Thames, rzeczniczka ds. stosunków rasowych i równości w różnych instytucjach oraz rzeczniczka prasowa rady Wielkiego Londynu pod przewodnictwem Kena Livingstone’a. W latach 1982–1986 była radną City of Westminster. W 1987 została wybrana jako kandydatka laburzystów do Izby Gmin z okręgu Hackney North and Stoke Newington jako pierwsza czarnoskóra kobieta w dziejach brytyjskiego parlamentu.
W Partii Pracy reprezentuje lewe skrzydło, opozycyjne wobec New Labour i koncepcji Trzeciej Drogi. Sprzeciwiała się, m.in: Traktatowi z Maastricht, wojnom w Iraku i w Afganistanie oraz ewentualnemu członkostwu Ukrainy w NATO. Krytykowała jednak rząd, za złe traktowanie uchodźców z zaatakowanej przez Rosję Ukrainy i brak wystarczającego wsparcia dla nich.
W 2003 naraziła się na krytykę, wysyłając 12-letniego syna do prywatnej szkoły zamiast do szkoły publicznej we własnym okręgu. Wcześniej za podobne postępowanie krytykowała Tony’ego Blaira i Harriet Harman.
W 2010 po ustąpieniu Gordona Browna została jedną z pięciorga kandydatów na lidera Partii Pracy. Wybrany został jednak Ed Miliband, zaś Abbott zajęła ostanie miejsce.
Podczas swojej kariery w brytyjskim parlamencie, w gabinecie cieni zajmowała stanowiska ministra zdrowia oraz ministra rozwoju międzynarodowego. Od 6 października 2016 roku do 5 kwietnia 2020 była ministrem spraw wewnętrznych w brytyjskim gabinecie cieni Jeremy'ego Corbyna. Nie weszła w skład gabinetu cieni utworzonego przez kolejnego lidera partii Keira Starmera.
2 października 2019 roku została pierwszą czarnoskórą deputowaną Izby Gmin, która prowadziła Prime Minister’s Questions (odbywająca się co środę sesja pytań deputowanych zadawanych Premierowi Wielkiej Brytanii lub członkom jego gabinetu).
W kwietniu 2023 została zawieszona w prawach członka frakcji Partii Pracy w Izbie Gmin, z powodu swojego artykułu w The Observer, w którym stwierdziła, m.in. że Irlandczycy, Żydzi i Podróżnicy Irlandzcy nigdy nie doświadczali rasizmu równie dotkliwie jak czarnoskórzy. W następnym roku zezwolono jej jednak na powrót do frakcji i kandydowanie z ramienia laburzystów w wyborach parlamentarnych, w których uzyskała reelekcję poselską.  
Pod koniec lat 70. była związana z Jeremym Corbynen. W latach 1991–1993 była zamężna z pochodzącym z Ghany architektem Davidem Ayensu-Thompsonem, z którym ma jednego syna (ur. w 1992). 